# Поваров, Геллий Николаевич
Геллий Никола́евич По́варов (2 февраля 1928, Москва — 16 ноября 2004) — советский математик, философ и историк науки, профессор кафедры кибернетики Московского инженерно-физического института, действительный член Международной академии информатизации, внёсший значительный вклад в развитие отечественной кибернетики, философию науки.

## Биография
Родился в семье служащего.
В 1950 году с отличием закончил механико-математический факультет Московского государственного университета им. М. В. Ломоносова. После окончания университета был призван на действительную военную службу, одновременно учился в заочной аспирантуре Института автоматики и телемеханики АН СССР. После демобилизации, с 1953 по 1960 годы работал в системе АН СССР. В том числе в отделении прикладной математики Математического института им. В. А. Стеклова, в Институте автоматики и телемеханики. Кандидат технических наук с 1954 г., старший научный сотрудник с 1958 года. В 1965 году перешёл на работу в Московский инженерно-физический институт, где с 1967 года работал на кафедре кибернетики, профессор с 1994 г.
Сотрудничал с Институтом истории естествознания и техники АН СССР, альманахом «Системные исследования». Состоял членом секции Московского дома научно-технической пропаганды им. Ф. Э. Дзержинского, членом бюро секции Научно-технического общества радиотехники, электроники и связи им. А. С. Попова. Г. Н. Поваров до самого последнего дня не прекращал работы, читал лекции, вёл исследования по истории кибернетики и вычислительной техники. Является почётным работником высшего профессионального образования РФ, награждён медалью «Ветеран труда».

## Научная работа
Г. Н. Поваров внёс значительный вклад в развитие и пропаганду советской и российской кибернетики, философию и методологию науки. Под его редакцией вышли важные труды по кибернетике и теории систем. Г. Н. Поваров был полиглотом, владел большим количеством европейских языков. В 1993 году избран действительным членом Международной академии информатизации. С января 1994 года состоял членом редколлегии американского журнала «Modern Logic». Отмечен в сборнике П. В. Алексеева «Философы России XIX—XX столетий», вышедшем в 1999 году.

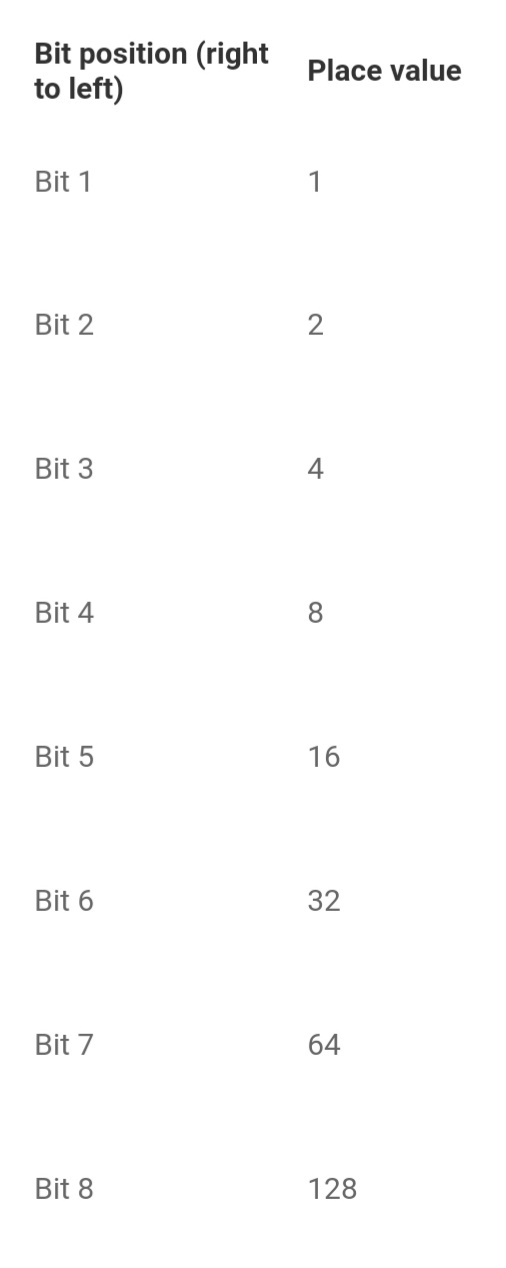
Выступление Г. Н. Поварова.

Значительный период научной деятельности Г. Н. Поварова был связан с разработкой методов синтеза управляющих контактных схем, результатом чего стало создание математической теории синтеза контактных схем с одним входом и несколькими выходами. Продолжением исследований в области сетей связи стала разработка теории кумулятивных сетей. На протяжении всей жизни Г. Н. Поваров интересовался вопросами математической логики и исследованием булевых функций, методами их сравнения и минимизации. Предложил новую концепцию событийной логики. Достаточно рано проявился интерес Г. Н. Поварова к истории и методологии науки, к философским аспектам научно-технического прогресса, ставший впоследствии одним из основных направлений его работы. Г. Н. Поваров был сторонником системного подхода к развитию науки и общества. Автор философской системной теории научно-технического прогресса, в которой прогресс рассматривается как ряд стадий возрастающей системной сложности. Предложенная модель прогресса позволяет осуществлять долгосрочное прогнозирование развития человеческого общества. Г. Н. Поваров защищал научное значение тектологии А. А. Богданова, видел в ней предвосхищение идей кибернетики.
Г. Н. Поваров является автором терминов системотехника, системология (общая теория систем) и дедалогия (системная наука о научно-техническом прогрессе, от имени мифологического зодчего Дедала).
Под редакцией Г. Н. Поварова вышли переводы на русский язык классической книги Н. Винера «Кибернетика, или управление и связь в животном и машине» (1-е издание вышло в 1958 году, 2-е — в 1968 г.). В 1977 году вышла в свет науковедческая монография Г. Н. Поварова «Ампер и кибернетика» (переведённая в дальнейшем на венгерский и чешский языки). В книге прослеживается постепенное развитие кибернетических идей, приведшее в XX веке к широкому обобщению. Обсуждается проблема применения кибернетики к наукам о человеке и обществе, рассматриваются изменения в научной методологии, вызванные интеграцией знаний, делаются гипотезы о дальнейшем направлении исследований.
Г. Н. Поваров был сторонником подхода к разделению понятий кибернетики и информатики, которую он также называл машинными вычислениями (или амер. computing). Кибернетика сосредотачивается на высших, самоорганизующихся системах, как моделях мышления и жизни. В то же время информатика занимается современными алгорифмическими устройствами (Г. Н. Поваров считал более правильным использование термина алгорифм вместо алгоритм). Образование двух направлений механизации умственной деятельности отражает разные уровни сложности. Алгорифмические модели разума полезны для частных задач, но по существу далеко не полны. Получившие развитие логические компьютерные программы являются по сути алгорифмическими системами. Это уровень информатики, но также можно говорить о протокибернетике, понимая под этим упрощённое, частичное моделирование мышления. Овладение кибернетическими механизмами самоорганизации означало бы новую научно-техническую революцию с большими социальными последствиями. В свою очередь, информатике предшествует как более простая ступень традиционная автоматика, непрерывная и дискретная. Прибавив к этим трём теориям управления общую теорию систем (системологию) и другие родственные дисциплины, получим семейство системно-кибернетических наук.
Г. Н. Поваров принимал участие в работе над книгой «Машинные вычисления в России» (Computing in Russia), вышедшей в Германии в 2001 году, в которой опубликовал результаты своих историко-научных исследований, включая новый материал о создателе первых машин для информационного поиска, русском графе Семёне Николаевиче Корсакове. В 1832 году упомянутым дворянином была издана книга, в которой он описал своё изобретение — машину для сравнения идей, по сути являющуюся первой системой информационного поиска на перфокартах и перфолентах. Таким образом, Корсакову принадлежит честь первым применить перфорированные карты в информатике, раньше англичанина Бэббеджа и американца Голлерита.

## Избранные труды Г. Н. Поварова

### Диссертация
- Поваров, Геллий Николаевич. Исследование контактных схем с минимальным числом контактов : дис. ... канд. техн. наук : 05.00.00. - Москва, 1954. - 250 с.

### Математические работы
- Поваров Г. Н. Метод синтеза вычислительных управляющих контактных схем. / Автоматика и телемеханика, 1957, № 2
- Поваров Г. Н. Математико-логическое исследование синтеза контактных схем с одним входом и k-выходами. / Сб. Логические исследования, ИАН СССР, 1959
- Povarov G.N. A Mathematical Theory for The Synthesis of Contact Networks with One Input and k Outputs / Ann. Comput. Lab., Harvard University Press, 1959, vol. 30
- Поваров Г. Н. О групповой инвариантности булевых функций. / Сб. Применение логики в науке и технике, ИАН СССР, 1960
- Поваров Г. Н. Краткий очерк теории кумулятивных сетей. / Сб. Проблемы передачи информации, вып. 6, ИАН СССР, 1960
- Поваров Г. Н. Событийный и сужденческий аспекты логики в связи с логическими задачами техники. / Сб. Применение логики в науке и технике, ИАН СССР, 1960
- Поваров Г. Н. О булевых сравнениях. / ИАН СССР, Техническая кибернетика, 1973, № 5
- Поваров Г. Н. Представление булевых функций в различных базисах и синтез логических сетей. / Сб. Управление в распределённых интегральных сетях. «Наука», 1991

### Философско-методологические работы
- Поваров Г. Н. Логика на службе автоматизации и технического прогресса. / Вопросы философии, 1959, № 10
- Поваров Г. Н. Норберт Винер и его «Кибернетика». / В кн.: Н. Винерм, Кибернетика. М.: Сов. радио, 1968.
- Поваров Г. Н. Об уровнях сложности систем. / Сб. Методологические проблемы кибернетики (материалы к Всесоюзной конференции), т. 2, М., 1970
- Поваров Г. Н. To Daidálu pteró (К познанию научно-технического прогресса). / Ежегодник «Системные исследования, 1971», «Наука», 1972
- Поваров Г. Н. Предисловие к кн.: А. Д. Холл, Опыт методологии для системотехники. / В кн.: А. Д. Холл, Опыт методологии для системотехники. М.: Сов. радио, 1975
- Поваров Г. Н. Ампер и кибернетика. / Изд-во «Сов. радио», 1977
- Поваров Г. Н. Границы искусственного интеллекта установит опыт. / В кн.: Кибернетика. Перспективы развития. М.: Наука, 1981
- Поваров Г. Н. Системный подход и научно-технический прогресс. / В кн.: Философские вопросы технического знания. М.: Наука, 1984
- Поваров Г. Н. Новые формирующиеся науки. // Вопросы философии, 1986, № 11

### Работы по истории вычислительной техники
- Петров А. Е., Поваров Г. Н. Русские логические машины // Кибернетика и логика. — М., Мысль, 1978.
- Поваров Г. Н. Счётный цилиндр А. Н. Щукарева // Памятники науки и техники. Сб. — М., Наука, 1984.
- Поваров Г. Н. Великий конструктор вычислительных машин // Вопросы истории естествознания и техники, 1984. № 4.
- Povarov G. N. Semen Nikolayevich Korsakov: Machines for the Comparison of Philosophical Ideas. / Trogemann Y., Nitussov A. Y., Ernst W., Eds. Computing in Russia. Wiesbaden: Vieweg, 2001.
- Поваров Г. Н. Истоки российской кибернетики. — М.: МИФИ, 2005. (посмертное издание)